# قصص عيد الميلاد

الطبعة الأولى (سنة.中央 公論 新社)

قصص عيد الميلاد (باليابانية:バースデイ・ストーリーズ) هي مختارات قصة قصيرة من عام 2002 حررها المؤلف الياباني هاروكي موراكامي. وعلى الرغم من الدلالات السعيدة للموضوع، فإن معظم القصص القصيرة تتمتع بجو مظلم وكئيب.

## إصدارات
اختار موراكامي النصوص وترجمها، مضيفًا (تم جمعها لاحقًا) في قصة قصيرة أصلية له (العمياء، المرأة النائمة ، 2006). بالنسبة للطبعة الإنجليزية في Harvill Press (باستخدام النسخ الأصلية باللغة الإنجليزية من القصص)، أضاف مقدمة واختار قصة أخرى، وبالنسبة للطباعة اليابانية أضاف قصتين وبالتالي فإن الطبعات الرئيسية هي:
- 2002: اللغة اليابانية، 11 قصة.[1]
- 2004: اللغة الإنجليزية، 12 قصة بالإضافة إلى المقدمة.[2]
- 2006: اللغة اليابانية، 13 قصة.[3]

## مضامين
تبدأ النسخة الإنجليزية لعام 2004 من المختارات بمقدمة كتبها هاروكي موراكامي، حيث يتحدث عن عيد ميلاده وأعياد الميلاد بشكل عام (على سبيل المثال، يذكر زيارته لمزرعة جاك لندن، وهو ما فعله لأنه أحب كتابات لندن ولأنهم يشتركون في نفس عيد الميلاد).
يجمع:
- («مقدمة: عيد ميلادي، عيد ميلادك»، بواسطة هاروكي موراكامي - تمت إضافته إلى اللغة الإنجليزية فقط)
- " Forever Overhead " (بقلم ديفيد فوستر والاس)
- " Turning " (بقلم ليندا سيكسسون)
- «كعكة عيد الميلاد» (دانيال ليونز)
- «عيد ميلاد تيموثي» (تأليف ويليام تريفور)
- " Dundun " (بقلم دينيس جونسون)
- «المور» (بقلم راسل بانكس)
- «ملاك الرحمة، ملاك الموت» (تأليف إيثان كانين)
- «هدية عيد الميلاد» (بقلم أندريا لي)
- «الحمام» (بقلم ريموند كارفر)
- «لعبة النرد» (بقلم بول ثيرو)
- «بالقرب من حافة الماء» (بقلم كلير كيجان) - (تمت إضافته إلى طبعة الغلاف المقوى الإنجليزية لعام 2004، والطبعة اليابانية لعام 2006، والنسخة الإنجليزية ذات الغلاف الورقي لعام 2006)
- " The Ride " (بقلم لويس روبنسون) - (تمت إضافته إلى الطبعة اليابانية لعام 2006 والغلاف الورقي باللغة الإنجليزية فقط)
- «فتاة عيد الميلاد» (بواسطة هاروكي موراكامي)